# Траян (римский полководец)
Траян (лат. Traianus; ? — 9 августа 378, Адрианополь) — римский полководец при императоре Валенте II, с которым погиб в битве при Адрианополе.

## Биография
Между 367 и 368 годами Траян был дуксом Египта. Находясь в этой же должности, он и префект Египта Евтломий Татиан охранял арианского епископа Луция в Александрии. Траян также приказал восстановить Цезареум, строительство которого началось 1 мая 368 года.
Между 371 и 374 годами Траян занимал должность комита военных дел на Востоке, где вместе с алеманнским царем Вадомаром воевал против империи Сасанидов. В конце зимы, персидский царь Шапур II собрал войско и двинулся на территорию Римской империи. Император Валент послал Вадомара и Траяна против него с сильной армией, чтобы сохранять контроль над персами, но и не провоцировать бой. Однако, в Вагабанте кавалерия Сасанидов окружила римскую пехоту. Пехота прорвала окружение, а затем разгромила врага. Следующие стычки были примерно с такими же результатами и в итоге, в конце лета, полководцы подписали перемирие. В 374 году, когда Траян командовал римскими войсками в Армении, он был тайно послан по приказу Валента, чтобы убить царя Армении Папа. Траян завоевал доверие Папа и пригласил его на обед. Во время обеда Траян вышел из комнаты и убийца-варвар убил Папа.
Позже он был повышен до звания магистра пехоты и был отправлен во Фракию воевать с готами. В 377 году готам было разрешено перезимовать на римской территории, но римляне восстали против них, когда готы просили деньги и провизию для переправки через Геллеспонт. Готы в ответ подняли восстание под руководством Фритигерна. Император Валент был в то время в Антиохии в Сирии, где он готовил войну против персов. Император решил послать двух своих военачальников, в том числе и Траяна, во Фракию с новыми силами.
Два полководца со своими армянскими войсками решили бороться с вражеской армией и отбросили готов в долины, где римляне надеялись уморить их голодом. Римские войска значительно уступают по количеству готам и подкрепление во главе с Фридегидом не пришло, и Траян решил уйти и объединиться с армией Рихомера недалеко от города Салиций. Здесь произошла битва римлян и готов. В первый день римское левое крыло было прорвано, но благодаря подкреплению местных войск, римляне сумели бороться до ночи, несмотря на огромные потери.
Когда весть о кровавом бое пришла на Восток, Валент послал дополнительные войска во главе с магистром пехоты Сатурнином, который должен был заменить двух полководцев. Когда Траян вернулся в Константинополь, Валент обвинил его в трусости, но благодаря поддержке военного магистра Аринфея и Виктора Траян был отправлен в ссылку. В 378 году Траян был освобождён. Он погиб в Адрианопольской битве с Севастианом.